# Заслуженный артист Литовской ССР
Заслуженный артист Литовской ССР — почётное звание, присваивалось Президиумом Верховного Совета Литовской ССР и являлось одной из форм признания государством и обществом заслуг отличившихся граждан. Учреждено 26 апреля 1941 года.
Присваивалось выдающимся деятелям искусства, особо отличившимся в деле развития театра, музыки, кино, цирка, режиссёрам, композиторам, дирижёрам, концертмейстерам, художественным руководителям музыкальных, хоровых, танцевальных и других коллективов, другим творческим работникам, музыкантам-исполнителям за высокое мастерство, и содействие развитию искусства.
Следующей степенью признания было присвоение звания «Народный артист Литовской ССР», затем «Народный артист СССР».
Начиная с 1919 и до указа 1941 года присваивалось звание «Заслуженный артист Республики». Присваивалось оно коллегиями Наркомпроса республик, приказами наркомов просвещения, исполкомами областных и краевых советов.
Первым награждённым в 1948 году был Юозас Мильтинис — актёр театра и кино, режиссёр.

Последним награждённым этим почётным званием в 1989 году была Ингеборга Дапкунайте — советская и литовская актриса театра и кино.
С распадом Советского Союза в Литве звание «Заслуженный артист Литовской ССР» было заменено званием «Заслуженный артист Литвы», при этом учитывая заслуги граждан Литовской Республики, награждённых государственными наградами бывших СССР и Литовской ССР, за ними сохранились права и обязанности, предусмотренные законодательством бывших СССР и Литовской ССР о наградах.

## Комментарии
1. ↑  В эфире программы «Познер» от 4 октября 2021 года отрицала наличие у неё этого звания[1].